# アジア欧州会合

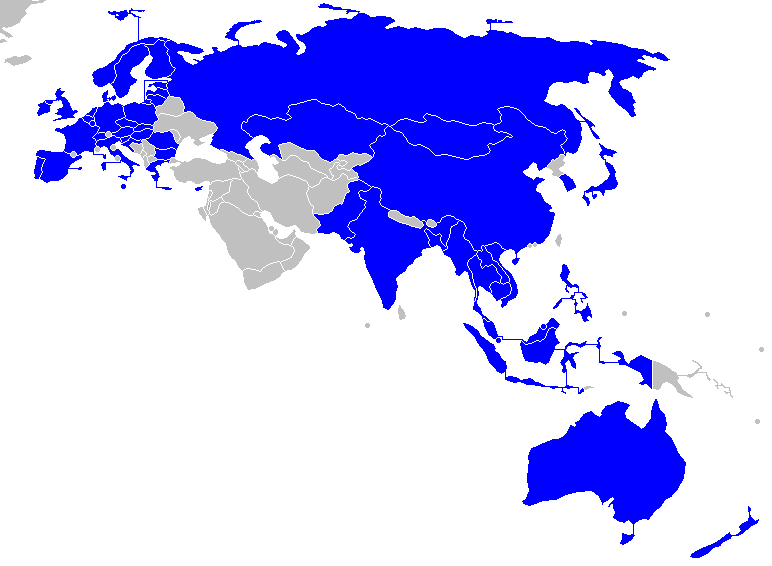
ASEM参加国・機関（緑色は2010年のASEM8から新たに参加する国）

アジア欧州会合（アジアおうしゅうかいごう、Asia-Europe Meeting, ASEM）は、アジア（東アジア・東南アジア・南アジア）と欧州における経済、政治、文化などの分野の対話と協力のための会合である。アジア欧州会議と呼ばれることもある。

## 概要
1994年（平成6年）、シンガポールのゴー・チョク・トン（Goh Chok Tong）首相（当時）が、アジアと欧州の関係強化を目的とする「アジア欧州サミット構想」を、フランスのエドゥアール・バラデュール（Edouard Balladur）首相（当時）に提案し実現。1996年（平成8年）3月に第1回会合が行われ、アジア側からはASEAN7ヵ国（当時）と日本、中国、韓国が参加。欧州側からはEU加盟国15ヵ国（当時）と欧州委員会委員長の参加でスタート。併行して外務、経済、財務、環境、移民、科学技術の閣僚級会合も行われている。
2004年（平成16年）から、アジア側はカンボジア、ミャンマー、ラオス、欧州側ではEU新規加盟国10ヵ国が参加。2006年（平成18年）から、アジア側はインド、パキスタン、モンゴルの3ヵ国とASEAN事務局の1機関、欧州側はルーマニア、ブルガリアの2ヵ国が参加。2010年（平成22年）の第8回会合から、オーストラリア、ニュージーランド、ロシアが新たに参加するようになり、2012年（平成24年）からは、バングラデシュ、ノルウェー、スイスが加わり、現在は以下の49ヵ国と2機関で構成される。

## 参加国・機関
アジア側
| - ASEAN事務局 - オーストラリア - ブルネイ - カンボジア - 中国 - インドネシア | - インド - 日本 - カザフスタン - 韓国 - ラオス - マレーシア | - モンゴル - ミャンマー - ニュージーランド - パキスタン - フィリピン - シンガポール | - タイ - ベトナム - バングラデシュ |

欧州側
| - 欧州委員会 - オーストリア - ベルギー - ブルガリア - キプロス - チェコ - デンマーク - エストニア - フィンランド | - フランス - イギリス - ドイツ - ギリシャ - オランダ - クロアチア - ハンガリー - アイルランド - イタリア | - ラトビア - リトアニア - ルクセンブルク - マルタ - ポーランド - ポルトガル - ルーマニア - ロシア - スペイン | - スロバキア - スロベニア - スウェーデン - スイス - ノルウェー |

## 首脳会合
首脳会合は、2年に1度、アジアと欧州で交互に開催される慣例となっている。
| 回次   | 開催時期             | 場所           |
| ------ | -------------------- | -------------- |
| 第1回  | 1996年3月1日、2日    | バンコク       |
| 第2回  | 1998年4月3日、4日    | ロンドン       |
| 第3回  | 2000年10月20日、21日 | ソウル         |
| 第4回  | 2002年9月22日 - 24日 | コペンハーゲン |
| 第5回  | 2004年10月8日、9日   | ハノイ         |
| 第6回  | 2006年9月10日、11日  | ヘルシンキ     |
| 第7回  | 2008年10月24日、25日 | 北京           |
| 第8回  | 2010年10月4日、5日   | ブリュッセル   |
| 第9回  | 2012年11月5日、6日   | ビエンチャン   |
| 第10回 | 2014年10月16日、17日 | ミラノ         |
| 第11回 | 2016年7月15日、16日  | ウランバートル |
| 第12回 | 2018年10月18日、19日 | ブリュッセル   |
| 第13回 | 2021年               | プノンペン     |